# Sofonisba (Paër)
Sofonisba és una òpera en dos actes composta per Ferdinando Paër sobre un llibret italià de Giovanni Schmidt. S'estrenà al Teatro del Corso de Bolonya el 19 de maig de 1805, el dia de la inauguració del teatre, amb l'aprovació del públic.

## Origen i context
En general es reconeix que l'arribada de Rossini a l'escena musical va canviar la cara de l'òpera italiana. Tothom va voler imitar el seu nou enfocament de l'òpera. Abans de Rossini, les òperes s'escrivien per compositors que seguien treballant amb eines del Set-cents. Mentre, sense negar ni el geni de Rossini ni la seva posició en el moviment romàntic en l'òpera italiana, compositors com el bavarès Giovanni Simone Mayr i el parmesà Ferdinando Paër ja estaven remodelant les tradicions operístiques establertes per Haydn i Mozart.
Sofonisba, una heroïna clàssica, en aquesta obra adquireix una dimensió més realista. En un moment crític de la trama, el personatge decideix prendre verí, i aquesta escena és excepcionalment emotiva.